# デルタ (貨物輸送艦)
デルタ（USS Delta, AK-29/AR-9）はアメリカ海軍の工作艦。デルタ級工作艦のネームシップ。前身は商船「ハワイアン・パッカー」（SS Hawaiian Packer）であり、就役時は貨物輸送艦であった。

## 艦歴

### 第二次世界大戦
本艦はマトソン旅行会社が発注した4隻のC3型貨物船の1隻である「ハワイアン・パッカー」（SS Hawaiian Packer）として1941年にバージニア州ニューポートニューズのニューポート・ニューズ造船所で起工、1941年4月2日に進水した。1941年6月4日にアメリカ海軍に徴用され、1941年6月16日に貨物輸送艦「デルタ」（USS Delta, AK-29）として初代艦長C・D・ヘッディー中佐の指揮の下で就役した。
1942年5月から7月8日まで、「デルタ」は東海岸の諸港から各地への物資輸送に従事した。目的地はキューバのグアンタナモ湾、バミューダ諸島、プエルトリコ、アルゼンチン、ニューファンドランド、カナダのノバスコシア州およびハリファックス、そしてアイスランドのレイキャヴィークといった広範なものであった。
1942年7月1日、「デルタ」はAR-9と艦番号を改め、フィラデルフィアのウィリアム・クランプ・アンド・サンズ造船所で工作艦としての改装が行われた。
1943年3月3日にフィラデルフィアを出航した「デルタ」は、3月から6月にかけてアルジェリアのオランで揚陸艦艇の修理任務に従事する。6月から1944年3月まではチュニジアのビゼルトで、それからイタリアのパレルモでも同様の活動を行い7月8日まではアメリカへ帰還する上陸用舟艇の準備のためにポッツオーリへ移動した。地中海での最後の任務は、11月から1945年4月までオランで駆逐艦母艦として働くことであった。
「デルタ」はオーバーホールのため1945年4月27日にノーフォーク海軍造船所へ戻り、1ヶ月間の修理任務のため6月15日に真珠湾へ出航する。「デルタ」は日本の降伏後の8月26日に艦艇の修理作業を行うため横須賀鎮守府へ到着、そこでの活動には翌1946年にビキニ環礁で行われた原爆実験（クロスロード作戦）に用いられる日本海軍の戦艦「長門」の準備作業も含まれた。「デルタ」は1946年3月から6月まで上海で艦隊の支援にあたり、7月17日にフィラデルフィアへ帰還した。「デルタ」は退役後1947年3月5日に予備役として保管された。

### 朝鮮戦争
「デルタ」は1950年11月1日に再就役し、1951年3月8日にサンディエゴへ到着した。これは同地とロングビーチでの艦艇修理や極東への巡航のためであった。最初の巡航は朝鮮戦争中の1952年6月25日から1953年2月14日まで行われた。2度目の巡航は1953年から1954年まで行われ、この時「デルタ」は第一次インドシナ戦争後に軍事境界線を超えて南ベトナムへ逃れる難民を輸送する自由への道作戦に参加している。最後の極東巡航は1955年に実施され、「デルタ」は朝鮮半島沖の海上封鎖と護衛任務を行う旗艦を務めた。その後「デルタ」はワシントン州タコマへ戻り、1955年12月1日に退役し予備役に置かれた。

### ベトナム戦争
1959年10月31日に「デルタ」は再就役したが、再就役式典はブレマートン海軍造船所で「カーミット・ルーズベルト」（USS Kermit Roosevelt, ARG-16）の退役式典と同時に行われ、「カーミット・ルーズベルト」の乗員たちはそのまま「デルタ」の乗員に移籍した。その後、「デルタ」は1970年6月20日に再びブレマートン海軍造船所で退役するまで11年間にわたって活動を続けることになった。
退役後の「デルタ」は1977年10月1日に海軍艦艇名簿から除籍され、連邦海事局に移管後、国防予備船隊で保管された。
「デルタ」は1983年7月19日にSabine Towing & Transportation Co. & Schnitzer Steel Products Co.へスクラップとして売却され、解体地である台湾のChi Shuu Hua Steel Co., LTD.へ曳航された「デルタ」の艦体は1983年11月1日に解体を完了した。

## 栄典
「デルタ」は第二次世界大戦の功績で2個の従軍星章（Battle Stars）を、朝鮮戦争の功績で1個の従軍星章を、ベトナム戦争の功績で1個の従軍星章（Campaign Star）を受章したほか、以下の勲章を与えられた。
- 中国軍務勲章（英語版）
- アメリカ防衛軍務勲章・・・「A」略章付き
- アメリカ戦役勲章
- ヨーロッパ・アフリカ・中東戦役勲章（英語版）・・・星章2個付き
- アジア・太平洋戦役勲章（英語版）
- 第二次世界大戦戦勝勲章（英語版）
- 海軍占領軍務勲章（英語版）・・・「アジア」略章付き
- 国土防衛従軍章・・・星章2個付き
- 朝鮮軍務勲章（英語版）・・・星章1個付き
- ベトナム軍務勲章（英語版）・・・星章1個付き
- 南ベトナム戦功十字章（英語版）
- 国際連合朝鮮勲章（英語版）
- 大韓民国朝鮮戦争従軍勲章（英語版）